# Tilting
Tilting är en ort i Kanada.   Den ligger i provinsen Newfoundland och Labrador, i den östra delen av landet, 1 700 km öster om huvudstaden Ottawa. Tilting ligger 9 meter över havet och antalet invånare är 248.
Terrängen runt Tilting är platt. Havet är nära Tilting åt nordost. Runt Tilting är det mycket glesbefolkat, med 2 invånare per kvadratkilometer.. Närmaste större samhälle är Joe Batt's Arm-Barr'd Islands-Shoal Bay, 8,6 km väster om Tilting. 